# Kårstaö
Kårstaö är en bebyggelse på en halvö med samma namn i sjön Lången i Hovsta socken i Örebro kommun. Från 2015 avgränsar SCB här en småort.